# Grand Darray
Il Grand Darray (anche Grand Darrey - 3.514 m s.l.m.) è una montagna del Massiccio Dolent-Argentière-Trient (nelle Alpi Graie) che si trova nel Canton Vallese.

## Caratteristiche
Si trova a nord di La Fouly ed è contornato dal ghiacciaio di Saleina ed il ghiacciaio dell'A Neuve.